# Милошевич, Иван
И́ван Мило́шевич (серб. Иван Милошевић / Ivan Milošević; 3 ноября 1984, Чачак, СФРЮ) — сербский футболист, защитник.

## Биография
Начинал карьеру на родине в Сербии. Летом 2008 перешёл в украинский клуб «Карпаты» на правах аренды, получил 5 номер. Дебют 19 июля 2008 года в матче «Металлург» (Донецк) — «Карпаты» 1:0. В 2009 году «Карпаты» выкупили контракт и Иван стал полноценным игроком львовян.
После того как большая часть игроков команды была выставлена на трансфер, Иван отказался от снижения зарплаты и был исключён с основного состава. Как следствие, долгое время не играл и в конце 2013 года получил статус «свободного агента», после чего покинул львовский клуб и вернулся на родину.
В феврале 2014 года подписал контракт до конца сезона с ФК «Напредак» из Крушеваца.
В июле 2014 года стал игроком одного из грандов узбекского футбола «Бунёдкора» из Ташкента. С командой дважды становился финалистом Кубка Узбекистана, играл в азиатских клубных турнирах.